# 더 레커스
더 레커스(The Wreckers)는 미국의 컨트리 듀오이다.